# Lithacodia brunnescens
Lithacodia brunnescens là một loài bướm đêm trong họ Noctuidae.